# Werkhoven
Werkhoven est un village situé dans la commune néerlandaise de Bunnik, dans la province d'Utrecht. Le 1er janvier 2003, le village comptait 1 630 habitants.
Werkhoven a été une commune indépendante jusqu'au 1er septembre 1964, date à laquelle la commune a été rattachée à Bunnik.

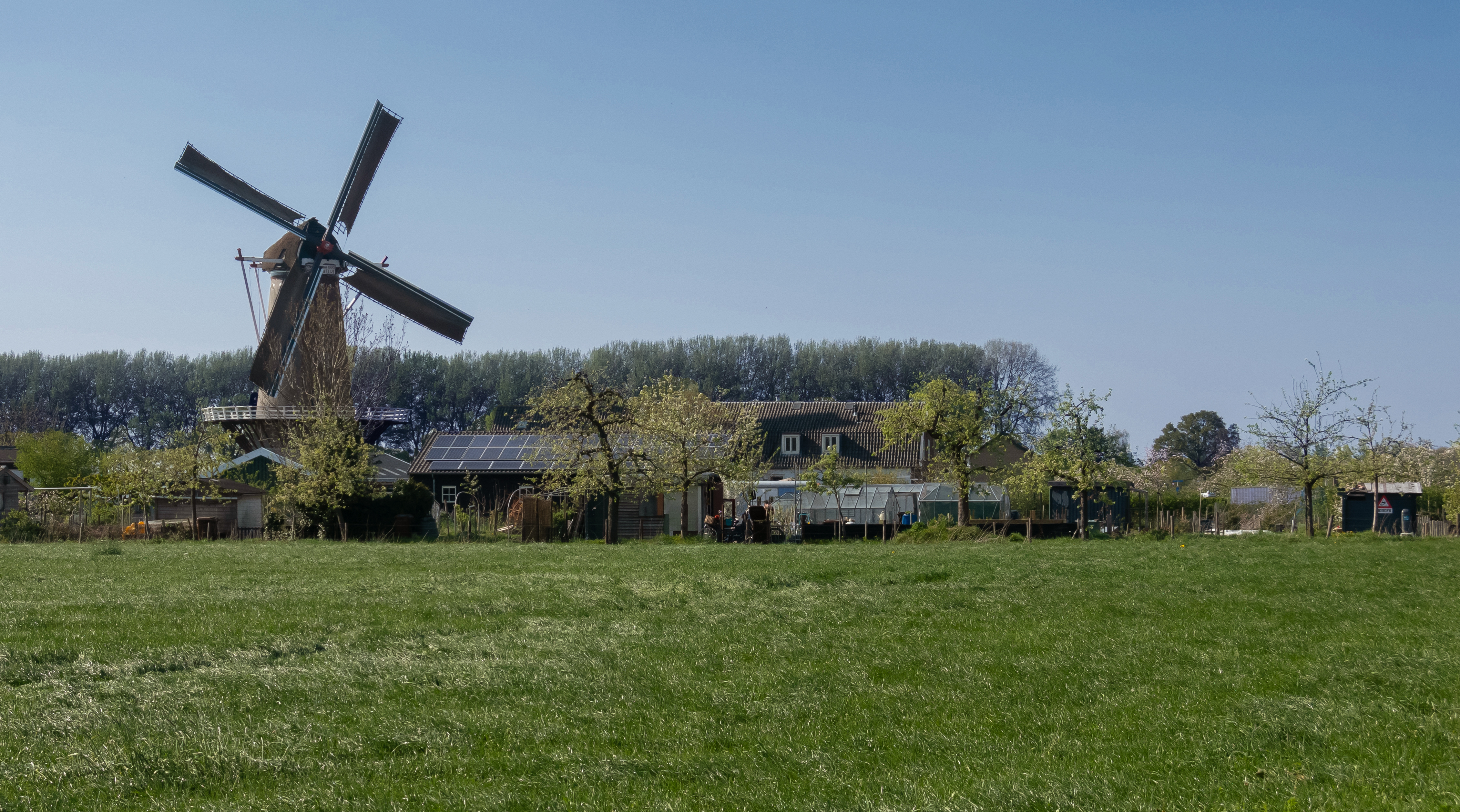
Werkhoven, le moulin: korenmolen Rijn en Weert